# Tomáš Došek
Tomáš Došek (Karlovy Vary, 12 settembre 1978) è un ex calciatore ceco, attaccante. È il fratello gemello del calciatore Lukáš Došek.

## Palmarès

### Club
- Coppa della Repubblica Ceca: 1

Slavia Praga: 2001-2002
- Campionato austriaco: 1

Rapid Vienna: 2004-2005

### Individuale
- Talento ceco dell'anno: 1

1998